# Museo del Estanquillo
El Museo del Estanquillo es un museo se encuentra localizado en el Centro Histórico de la Ciudad de México, México. 

## Historia
Durante más de 30 años, Carlos Monsiváis se dedicó al coleccionismo, adquiriendo alrededor de 12,000 objetos. Esta colección se agrupó en fotografía, miniatura y maquetas; dibujo y caricaturas; grabado y vida cotidiana. En general, la colección tiene como centro la vida de México y el arte popular.

"...fui cada domingo a La Lagunilla y cada sábado a la Plaza del Ángel con vendedores en los que fui observando el ascenso académico; al principio eran muy rústicos y ahora dan clases de Harvard en materia de posesiones"
Carlos Monsiváis

La idea del museo fue apoyada por Rafael Barajas el Fisgón, Carlos Payán, Carlos Slim. El nombre fue acuñado por el propio Carlos Monsiváis dado que su colección abarca objetos tan disímiles. Se entiende por estanquillo una pequeña tienda de artículos variados. El 23 de noviembre de 2006 se inauguró el museo con la exposición En orden de aparición acerca de la identidad del capitalino desde la Colonia hasta nuestros días.
El museo se encuentra en el edificio Esmeralda, construido en 1890 por los arquitectos Eleuterio Méndez y Francisco Serrano. Éste albergaba a fines del siglo XIX la joyería La Esmeralda Hauser-Zivy y compañía. A lo largo del siglo XX el edificio tuvo varios giros, de joyería a oficina de gobierno, después a banco; incluso albergó la discoteca La Opulencia. En la actualidad, también alberga una tienda de discos.